# Nexhmije Pagarusha
Nexhmije Pagarusha (7. května 1933 Mališevo – 7. února 2020 Priština) byla kosovsko-albánská zpěvačka a herečka, často označovaná jako "slavík z Kosova". Patřila k prvním zpěvačkám a herečkám v Kosovu, v jehož konzervativním prostředí něco takového nebylo u žen ještě dlouho po druhé světové válce obvyklé. Její kariéra trvala 36 let, od debutového vystoupení ve 14 letech v Rádiu Priština roku 1948, až po rozlučkový koncert v Sarajevu roku 1984. Nazpívala přes 150 písní. Vydala pět alb. Její žánrový rejstřík byl mimořádně pestrý, zpívala lidovou hudbu, operní árie, pop music i rockové písně. Její patrně nejslavnější písní je Baresha, kterou pro ni napsal její manžel Rexho Mulliqi. S hudebním souborem Shota absolvovala několik turné po celém Balkáně či třeba po Izraeli. V Kosovu byla vyhlášena "Këngëtare e shekullit" (Zpěvačkou století). Po skončení pěvecké kariéry pracovala jako hlavní poradce pro hudbu v prištinských rozhlasových stanicích Kosovo a Blue Sky. V listopadu 2012 jí udělil prezident Albánie Bujar Nishani vyznamenání „Čest národa“ (Nderi i Kombit). 